# 五日間……バックレよう
「五日間……バックレよう」（いつかかん バックレよう）は、日本の歌手清木場俊介の6枚目のシングルである。2007年7月18日発売。発売元はrhythm zone。

## 概要
前作「天国は待ってくれる」以来約5ヶ月ぶりのリリースで、「最後の夜」と同時発売。アルバム『IMAGE』からの先行シングル。
4万枚限定の「紙ジャケット盤」と「通常盤」の2仕様で発売。
シングルは、2007年7月30日付のオリコン週間シングルランキングで10位を記録した。

## 収録曲
全曲 編曲：高橋圭一
1. 五日間……バックレよう (5:04)
（作詞：清木場俊介 / 作曲：川根来音）
ホーン・セクションを主体としたポップな楽曲[3]。
2. ミナミの南 (3:08)
（作詞・作曲：清木場俊介）
アルバム未収録。
3. 五日間……バックレよう（カラオケ） (5:02)

## 収録アルバム
五日間……バックレよう
- IMAGE
- 清木場祭2007
- 清木場俊介 SONGS 2005-2008